# Licuala kemamanensis
Licuala kemamanensis är en enhjärtbladig växtart som beskrevs av Caetano Xavier Furtado. Licuala kemamanensis ingår i släktet Licuala och familjen Arecaceae. Inga underarter finns listade i Catalogue of Life.